# Teucholabis (Teucholabis) molesta
Teucholabis (Teucholabis) molesta is een tweevleugelige uit de familie steltmuggen (Limoniidae). De soort komt voor in het Neotropisch gebied.